# Löyly
Löyly ("de varma luftströmmar som uppstår då man öser vatten på heta bastustenar") är en privatägd bastu- och restauranganläggning vid havsstranden på Ärtholmen i Helsingfors. 
Löyly är också namnet på ett byggnadsprojekt i Helsingfors som initierades av skådespelaren Jasper Pääkkönen och restauratören Antero Vartia, och som invigdes 2016. Anläggningen ritades av Anu Puustinen och Ville Hara på Avanto Architects och är 1.800 kvadratmeter stor och nio meter hög. Den är byggd med en stomme av stål och i betong runt bastudelen, allt klätt med en med tiden grånande kappa av furu, delvis i trappform. Inne i byggnaden används i väggar, dörrar och möbler en limmad träprodukt baserad på värmebehandlat spillträ av björk. I bastuutrymmena används värmebehandlad furu och gran.
Bastudelen har tre separata basturum, vilka har direkt kontakt med havet för ett dopp, på vintern i isvakar. I bastuutrymmena används värmebehandlad furu och gran.
Byggnadens tak har två terrasser med plats för 600 personer, vilka är fritt tillgängliga för allmänheten.
Löyly fick Helsingfors stads byggnadsnämnds erkännande 2016, Byggrosen.

## Bildgalleri

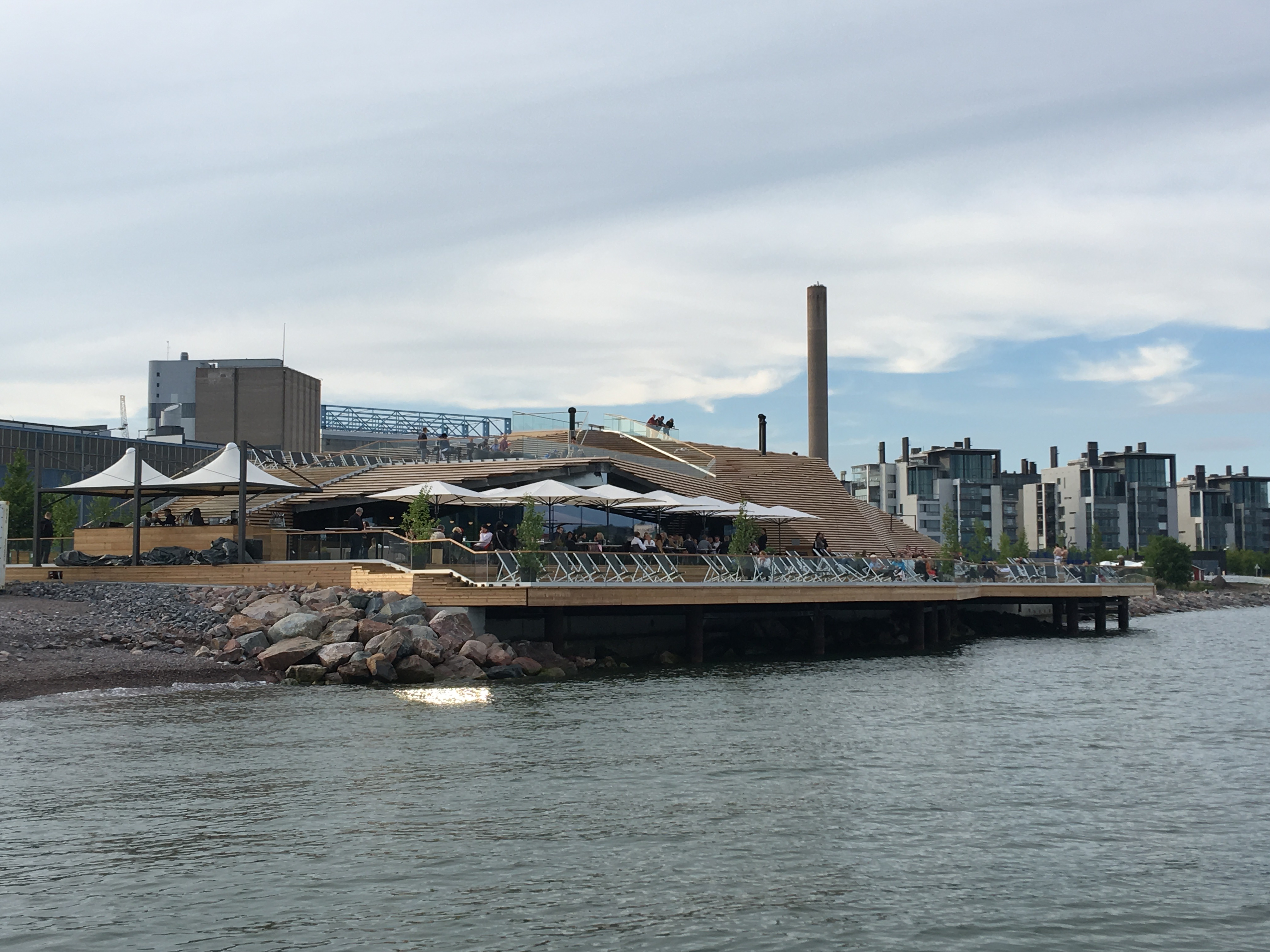
Löyly från havet
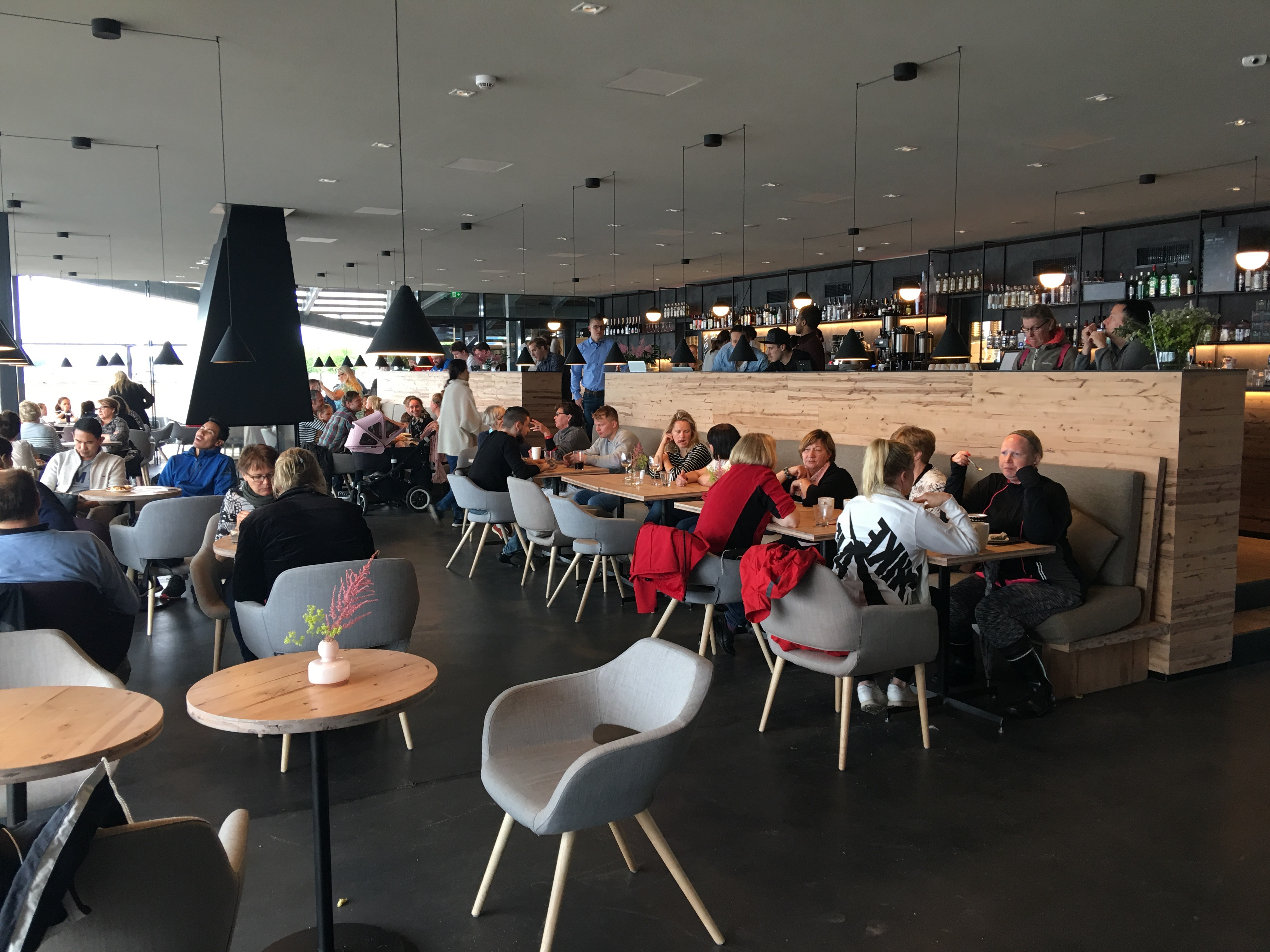
Restaurangen
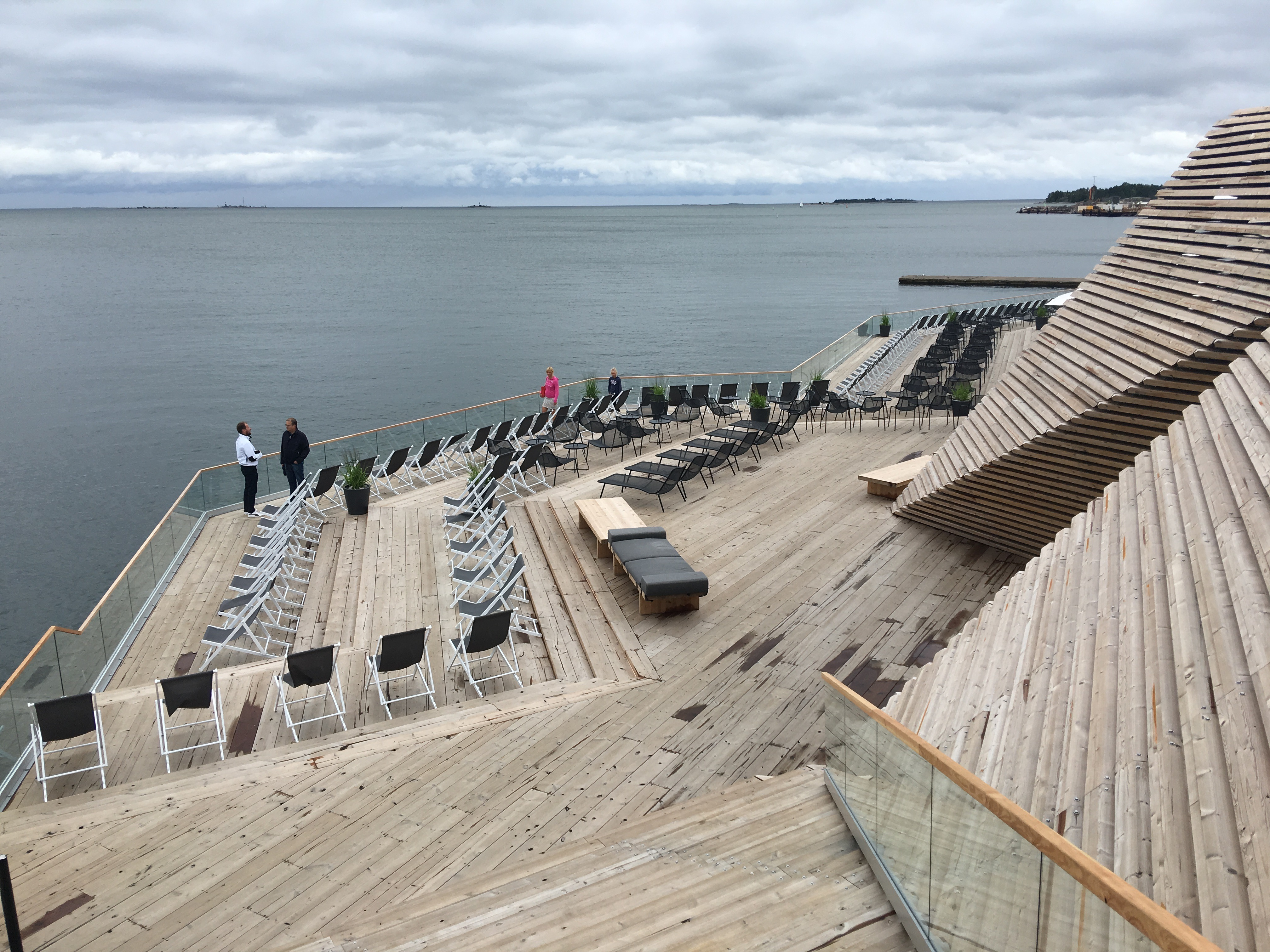
Terrassen